# Adonisea
Adonisea is een geslacht van vlinders van de familie Uilen (Noctuidae), uit de onderfamilie Heliothinae.

## Soorten
- A. accessa Smith, 1906
- A. acutilinea Grote, 1878
- A. aden Strecker, 1898
- A. albafascia Smith, 1883
- A. alencis Harvey, 1875
- A. alensa Smith, 1906
- A. amaryllis Smith, 1891
- A. amblys Dyar, 1913
- A. antonio Smith, 1906
- A. approximata Strecker, 1898
- A. ar Strecker, 1898
- A. arcigera Guenée, 1852
- A. arefacta Edwards, 1884
- A. argentifascia Barnes & McDunnough, 1912
- A. aurantiaca Edwards, 1881
- A. avemensis Dyar, 1904
- A. balba Grote, 1881
- A. baueri Mc Elvare, 1951
- A. bicuspida Smith, 1891
- A. bieneri Rebel, 1926
- A. bifascia Hübner, 1827
- A. biforma Smith, 1906
- A. bimatris Harvey, 1875
- A. bina Guenée, 1852
- A. biundulata Smith, 1891
- A. brunnea Barnes & McDunnough, 1913
- A. buta Smith, 1907
- A. cardui Hübner, 1790
- A. carminatra Smith, 1903
- A. carolinensis Barnes & McDunnough, 1911
- A. ciliata Smith, 1900
- A. citrinellus Grote & Robinson, 1870
- A. clara Berio, 1986
- A. coercita Grote, 1881
- A. cognata Freyer, 1830
- A. concinna Smith, 1891
- A. copiosa Leech, 1900
- A. cora Eversmann, 1837
- A. crenilinea Smith, 1891
- A. cumatilis Grote, 1865
- A. cupes Grote, 1875
- A. chansyi Oberthür, 1876
- A. chilensis Hampson, 1903
- A. chrysellus Grote, 1874
- A. diffusa Smith, 1891
- A. dobla Smith, 1906
- A. dolosa Strecker, 1898
- A. edwardsi Smith, 1906
- A. ernesta Smith, 1907
- A. errans Smith, 1883
- A. eximia Berg, 1875
- A. felicitata Smith, 1894
- A. florida Guenée, 1852
- A. fulleri Mc Elvare, 1961
- A. gaurae Smith, 1797
- A. gloriosa Strecker, 1876
- A. gracilenta Hübner, 1827
- A. graefiana Tepper, 1883
- A. hanga Strecker, 1898
- A. honesta Grote, 1881
- A. hulstia Tepper, 1883
- A. illustra Smith, 1906
- A. imperialis Staudinger, 1871
- A. inclara Strecker, 1876
- A. indiana Kwiat., 1908
- A. intrabilis Smith, 1893
- A. jaegeri Sperry, 1940
- A. jaguarina Guenée, 1852
- A. krempfi Boursin, 1940
- A. labe Strecker, 1898
- A. lanul Strecker, 1877
- A. ligeae Smith, 1893
- A. limbalis Grote, 1875
- A. lora Strecker, 1898
- A. lucens Morrison, 1875
- A. lucilinea Walker, 1858
- A. luxa Grote, 1881
- A. lynx Guenée, 1852
- A. masoni Smith, 1896

- A. meadi Grote, 1873
- A. mexicana Hampson, 1903
- A. miniana Grote, 1881
- A. mitis Grote, 1873
- A. mortua Grote, 1864
- A. multiplex Draudt, 1935
- A. neglecta Strecker, 1898
- A. niveicosta Smith, 1906
- A. nubila Strecker, 1876
- A. nundina Drury, 1770
- A. obliqua Smith, 1889
- A. obscurata Strecker, 1898
- A. oculata Smith, 1900
- A. ochracea Schaus, 1906
- A. oleagina Morrison, 1875
- A. olivacea Smith, 1906
- A. pallicincta Smith, 1906
- A. parmeliana Edwards, 1882
- A. patagonica Berg, 1875
- A. perminuta Edwards, 1881
- A. persimilis Grote, 1873
- A. petulans edw, 1884
- A. pseudomia Boursin, 1940
- A. pulchra Köhler, 1953
- A. pulchripennis Grote, 1874
- A. purpurascens Tauscher, 1809
- A. purpurata Staudinger, 1901
- A. regia Strecker, 1876
- A. reniformis Smith, 1900
- A. riojana Giacomelli, 1922
- A. rivulosa Guenée, 1852
- A. rosea Smith, 1891
- A. roseitincta Harvey, 1875
- A. rufipenna Hardwick, 1983
- A. sanguinea Geyer, 1832
- A. sara Smith, 1907
- A. saturata Grote, 1874
- A. scarletina Smith, 1900
- A. scissa Grote, 1876
- A. scissoides Benjamin, 1936
- A. scotii Turati, 1926
- A. scutata Staudinger, 1895
- A. separata Grote, 1879
- A. septentrionalis Walker, 1858
- A. sexplagiata Smith, 1891
- A. simplex Smith, 1891
- A. siren Strecker, 1876
- A. snowi Grote, 1875
- A. sordida Smith, 1883
- A. spinosae Guenée, 1852
- A. steensensis Hardwick, 1973
- A. suetus Grote, 1873
- A. tanena Strecker, 1898
- A. tenuescens Grote, 1883
- A. terrifica Barnes & McDunnough, 1918
- A. tertia Grote, 1874
- A. thoreaui Grote & Robinson, 1870
- A. tobia Smith, 1906
- A. trifascia Hübner, 1827
- A. triolata Smith, 1906
- A. tuberculum Hübner, 1827
- A. ultima Strecker, 1876
- A. unimacula Smith, 1891
- A. vacciniae Edwards, 1875
- A. velaris Grote, 1879
- A. velutina Barnes & McDunnough, 1912
- A. verna Hardwick, 1983
- A. villosa Grote, 1864
- A. viridens Walter, 1928
- A. volupia Fitch, 1857
- A. walsinghami Edwards, 1881
- A. zuni Mc Elvare, 1950